# Brevet d'animateur de centres de vacances
Pour les articles homonymes, voir Brevet (homonymie).
Le Brevet d'Animateur de Centres de Vacances (BACV) est l'équivalent belge du BAFA. Ce brevet ne peut être délivré que par des organismes habilités par la Communauté française de Belgique. L'Office de la naissance et de l'enfance (ONE) exige actuellement qu'1/3 des animateurs d'un centre de vacances soient détenteurs du BACV pour que celui-ci obtienne l’agrément.

## Cursus de formation
Le brevet s'obtient au bout d'un parcours de formation en résidentiel (les participants doivent loger sur place durant les sessions de formations). Ce parcours comprend 150h de théorie et 150h d'expérience utile (ou stage pratique). L'expérience utile consiste soit en trois semaines en plaine de jeux, soit en deux semaines en séjour résidentiel (ou Centre de vacances ou de loisirs). Le stage devra être suivi d'un moment d'évaluation (cela prend différentes formes en fonction de l'organisme habilité proposant la formation). La formation complète prend entre 9 mois et 3 ans en fonction de l'organisme de formation. Si le participant n'a pas pu suivre l'ensemble des heures, le décret l'autorise à étaler sa formation sur maximum 3 ans (mais des dérogations sont possibles dans des cas très précis comme un départ en Erasmus).

## L'Éducation Permanente
L'arrêté formation dispose que la formation à l'animation doit être organisée dans la philosophie de l'Éducation Permanente.

## Brevet de coordinateur
Les détenteurs d'un BACV (qui peuvent attester d'une expérience pratique de 100h après l'obtention de leur brevet d'animateur) peuvent poursuivre leur formation par une formation de coordinateur de centres de vacances, qui donne elle aussi droit à un brevet.